# Шарп, Ли
Ли Стю́арт Шарп (англ. Lee Stuart Sharpe; родился 27 мая 1971 года в Хейлсоуэне, Западный Мидлендс, Англия) — английский футболист, левый крайний полузащитник. Наиболее известен по своим выступлениям за английский «Манчестер Юнайтед», в котором он считался одним из самых перспективных молодых игроков, однако так и не смог полностью реализовать свой потенциал.
Завершил футбольную карьеру в 2003 году, после чего начал работать на телевидении (в частности, в реалити-шоу).

## Клубная карьера

### «Торки Юнайтед»
Шарп с детства был болельщиком «Астон Виллы», но его первым профессиональным клубом стал «Торки Юнайтед». Проведя за «Торки» лишь 19 матчей, он покинул команду, перейдя в «Манчестер Юнайтед» в июне 1988 года за £185 000 — на тот момент рекордный трансфер за молодого футболиста.

### «Манчестер Юнайтед»
Шарп дебютировал за «Манчестер» 24 сентября 1988 года в игре против «Вест Хэма» (2:0 в пользу «красных дьяволов»). В сентябре 1989 года Ли Шарп забил свой первый гол за «Манчестер Юнайтед», поразив ворота «Миллуолла» в матче Первого дивизиона. Сначала он играл на позиции левого защитника, но уже к сезону 1990/91 заменил Ралфа Милна на позиции левого вингера. Шарп сыграл во всех ключевых матчах Кубка обладателей кубков в этом сезоне, включая победный финал против «Барселоны», а в ответном полуфинальном матче забил гол польской «Легии», который принёс «Юнайтед» ничью 1:1. Кроме того, Ли Шарп сделал хет-трик в ворота «Арсенала» на «Хайбери» в матче Кубка Лиги (манкунианцы победили со счётом 6:2, а Шарп позднее признался, что этот хет-трик стал одним из лучших моментов в его футбольной карьере). По итогам сезона 1990/91 Шарп получил награду лучшему молодому игроку по версии ПФА.
Утвердившись на позиции левого вингера в клубе, Шарп получил вызов в сборную Англии, однако не смог вытеснить из основы сборной Джона Барнса. Шарп пропустил по несколько месяцев в начале сезонов 1991/92 и 1992/93 из-за травм и болезни (вирусный менингит) и в итоге потерял своё место на левом фланге, которое занял молодой Райан Гиггз. Шарпу снова пришлось играть на несвойственной ему позиции на левом фланге обороны или на правом фланге полузащиты, где он конкурировал с Андреем Канчельскисом. Тем не менее, в сезоне 1993/94 Ли Шарп сыграл 30 матчей в Премьер-лиге и забил 9 голов. «Манчестер Юнайтед» досрочно завоевал титул чемпионов Англии и оформил победу в Кубке страны, разгромив в финале «Челси» — 4:0. Шарп принял участие в этом матче, заменив Дениса Ирвина на 84-й минуте.
В матче групповой стадии Лиги чемпионов 1994/95 Ли Шарп забил эффектный гол пяткой в ворота «Барселоны» на «Олд Траффорд», а до этого отдал голевую передачу на Марка Хьюза. В сезоне 1995/96 Шарп помог «красным дьяволам» победить в чемпионате и Кубке Англии; таким образом, «Манчестер Юнайтед» стал первой английской командой, дважды сделавшей «дубль».

### «Лидс Юнайтед»
Несмотря на склонность Шарпа к травмам, в его услугах заинтересовался «Лидс Юнайтед», подписавший футболиста летом 1996 года за £4,5 млн (рекорд клуба). В сезоне 1996/97 он провёл 26 матчей в Премьер-лиге и забил пять голов, но уже летом 1997 года в предсезонном туре команды получил травму колена и пропустил весь следующий сезон. После восстановления от травмы он так и не смог вернуть себе место в основе «Лидса».
Осенью 1998 года Шарп был отдан в аренду в итальянскую «Сампдорию», но не смог там заиграть и к новому году вернулся в Англию. В марте 1999 года перешёл в «Брэдфорд Сити» на правах аренды и помог команде обеспечить выход в Премьер-лигу, впервые после 77 лет отсутствия в высшем дивизионе.

### Другие клубы
Летом 1999 года Шарп подписал полноценный контракт с «Брэдфордом» стоимостью £250 000. В сезоне 1999/2000 он помог клубу сохранить своё место в Премьер-лиге.
В сезоне 2000/2001 Шарп утратил своё место в основе «Брэдфорда» и перед самым Рождеством перешёл на правах аренды в «Портсмут», выступавший в Первом дивизионе. В сезоне 2001/02 он вернулся в «Брэдфорд», но по окончании сезона его контракт подошёл к концу и он был отпущен на правах свободного агента. После краткого пробного периода, проведённого в клубе «Гримсби Таун», Шарп перешёл в «Эксетер Сити», а затем в исландский «Гриндавик». В июне 2003 года он объявил о своём решении завершить профессиональную карьеру в возрасте 32 лет.
В феврале 2004 года Шарп ненадолго вернулся в футбол, сыграв сначала  за «Хубрук Краун» в Киддерминстерской воскресной лиге, а затем, летом этого же года, за «Гарфорт Таун» в Премьер-лиге восточного дивизиона Северных графств.

## Выступления за сборную
Шарп сыграл за сборную Англии восемь матчей с 1991 по 1993 годы. Он защищал цвета сборной в отборочных турнирах к Евро-92 и чемпионату мира 1994 года, а также в нескольких товарищеских матчах.

### Матчи за сборную
| Матчи Ли Шарпа за сборную Англии | Матчи Ли Шарпа за сборную Англии | Матчи Ли Шарпа за сборную Англии | Матчи Ли Шарпа за сборную Англии   | Матчи Ли Шарпа за сборную Англии | Матчи Ли Шарпа за сборную Англии | Матчи Ли Шарпа за сборную Англии |
| -------------------------------- | -------------------------------- | -------------------------------- | ---------------------------------- | -------------------------------- | -------------------------------- | -------------------------------- |
| №                                | Дата                             | Оппонент                         | Стадион                            | Счёт                             | Турнир                           |                                  |
| 1                                | 27 марта 1991                    | Ирландия                         | Уэмбли                             | 1:1                              | Квалификация Евро-1992           |                                  |
| 2                                | 31 марта 1993                    | Турция                           | Ататюрк                            | 2:0                              | Квалификация ЧМ-1994             |                                  |
| 3                                | 2 июня 1993                      | Норвегия                         | Уллевол                            | 0:2                              | Квалификация ЧМ-1994             |                                  |
| 4                                | 9 июня 1993                      | США                              | Фоксборо                           | 0:2                              | Товарищеский матч                |                                  |
| 5                                | 13 июня 1993                     | Бразилия                         | Роберт Ф. Кеннеди Мемориэл Стэдиум | 1:1                              | Товарищеский матч                |                                  |
| 6                                | 19 июня 1993                     | Германия                         | Сильвердом                         | 1:2                              | Товарищеский матч                |                                  |
| 7                                | 8 сентября 1993                  | Польша                           | Уэмбли                             | 3:0                              | Квалификация ЧМ-1994             |                                  |
| 8                                | 13 октября 1993                  | Нидерланды                       | Де Кёйп                            | 0:2                              | Квалификация ЧМ-1994             |                                  |

Итого: 8 матчей / 0 голов; 2 победы, 2 ничьих, 4 поражения.

## Достижения

### Командные достижения
Манчестер Юнайтед
- Чемпион английской Премьер-лиги (3): 1992/93, 1993/94, 1995/96
- Обладатель Кубка Англии (2): 1993/94, 1995/96
- Обладатель Кубка Футбольной лиги: 1991/92
- Обладатель Суперкубка Англии (3): 1990, 1993, 1994
- Обладатель Кубка кубков: 1990/91

Итого: 10 трофеев

### Личные
- Молодой игрок года по версии ПФА: 1991

## Статистика выступлений
| Клуб               | Сезон            | Лига | Лига | Кубки | Кубки | Еврокубки | Еврокубки | Прочие | Прочие | Итого | Итого |
| Клуб               | Сезон            | Игры | Голы | Игры  | Голы  | Игры      | Голы      | Игры   | Голы   | Игры  | Голы  |
| ------------------ | ---------------- | ---- | ---- | ----- | ----- | --------- | --------- | ------ | ------ | ----- | ----- |
| Торки Юнайтед      | 1987/88          | 14   | 3    | 0     | 0     | 0         | 0         | 5      | 0      | 19    | 3     |
| Торки Юнайтед      | Итого            | 14   | 3    | 0     | 0     | 0         | 0         | 5      | 0      | 19    | 3     |
| Манчестер Юнайтед  | 1988/89          | 22   | 0    | 8     | 0     | 0         | 0         | 0      | 0      | 30    | 0     |
| Манчестер Юнайтед  | 1989/90          | 18   | 1    | 2     | 0     | 0         | 0         | 0      | 0      | 20    | 1     |
| Манчестер Юнайтед  | 1990/91          | 23   | 2    | 10    | 6     | 8         | 1         | 0      | 0      | 41    | 9     |
| Манчестер Юнайтед  | 1991/92          | 14   | 1    | 5     | 1     | 0         | 0         | 0      | 0      | 19    | 2     |
| Манчестер Юнайтед  | 1992/93          | 27   | 1    | 3     | 0     | 0         | 0         | 0      | 0      | 30    | 1     |
| Манчестер Юнайтед  | 1993/94          | 30   | 9    | 7     | 2     | 4         | 0         | 0      | 0      | 41    | 11    |
| Манчестер Юнайтед  | 1994/95          | 28   | 3    | 9     | 1     | 3         | 2         | 1      | 0      | 41    | 6     |
| Манчестер Юнайтед  | 1995/96          | 31   | 4    | 8     | 2     | 2         | 0         | 0      | 0      | 41    | 6     |
| Манчестер Юнайтед  | Итого            | 193  | 21   | 52    | 12    | 17        | 3         | 1      | 0      | 263   | 36    |
| Лидс Юнайтед       | 1996/97          | 26   | 5    | 4     | 1     | 0         | 0         | 0      | 0      | 30    | 6     |
| Лидс Юнайтед       | 1997/98          | 0    | 0    | 0     | 0     | 0         | 0         | 0      | 0      | 0     | 0     |
| Лидс Юнайтед       | 1998/99          | 4    | 0    | 0     | 0     | 3         | 0         | 0      | 0      | 7     | 0     |
| Лидс Юнайтед       | Итого            | 30   | 5    | 4     | 1     | 3         | 0         | 0      | 0      | 37    | 6     |
| Сампдория (аренда) | 1998/99          | 3    | 0    | 0     | 0     | 0         | 0         | 0      | 0      | 3     | 0     |
| Сампдория (аренда) | Итого            | 3    | 0    | 0     | 0     | 0         | 0         | 0      | 0      | 3     | 0     |
| Брэдфорд Сити      | 1998/99          | 9    | 2    | 0     | 0     | 0         | 0         | 0      | 0      | 9     | 2     |
| Брэдфорд Сити      | 1999/00          | 18   | 0    | 3     | 0     | 0         | 0         | 0      | 0      | 21    | 0     |
| Брэдфорд Сити      | 2000/01          | 11   | 0    | 2     | 0     | 3         | 0         | 0      | 0      | 16    | 0     |
| Брэдфорд Сити      | 2001/02          | 18   | 2    | 2     | 0     | 0         | 0         | 0      | 0      | 20    | 2     |
| Брэдфорд Сити      | Итого            | 56   | 4    | 7     | 0     | 3         | 0         | 0      | 0      | 66    | 4     |
| Портсмут (аренда)  | 2000/01          | 17   | 0    | 0     | 0     | 0         | 0         | 0      | 0      | 17    | 0     |
| Портсмут (аренда)  | Итого            | 17   | 0    | 0     | 0     | 0         | 0         | 0      | 0      | 17    | 0     |
| Эксетер Сити       | 2002/03          | 4    | 1    | 0     | 0     | 0         | 0         | 0      | 0      | 4     | 1     |
| Эксетер Сити       | Итого            | 4    | 1    | 0     | 0     | 0         | 0         | 0      | 0      | 4     | 1     |
| Гриндавик          | 2003             | 4    | 0    | 0     | 0     | 0         | 0         | 0      | 0      | 4     | 0     |
| Гриндавик          | Итого            | 4    | 0    | 0     | 0     | 0         | 0         | 0      | 0      | 4     | 0     |
| Всего за карьеру   | Всего за карьеру | 321  | 34   | 63    | 13    | 23        | 3         | 6      | 0      | 413   | 50    |

## После завершения футбольной карьеры
После завершения карьеры Шарп работал футбольным комментатором для телеканалов ESPN Star (в 2004 и 2006 годах) и BBC. В 2005 году он принял участие в реалити-шоу Love Island, снимавшемся на островах Фиджи.

## Интересные факты
Ли Шарп известен оригинальным празднованием голов, которые он забивал. Иногда Шарп танцевал буги-вуги, а несколько раз, подбежав к угловому флажку, хватал его как микрофонную стойку, подражая рок-звёздам (т. н. Sharpey shuffle). В 2012 году, во время празднования 20-летия английской Премьер-лиги, Шарп был номинирован на приз за лучшее празднование гола (за Sharpey shuffle, исполненный им в матче против «Арсенала» 22 марта 1995 года), но эту награду выиграл Эрик Кантона.